# Antonio Tauler
Antonio Toni Tauler Llull (ur. 11 kwietnia 1974 w Santa Margalida) – hiszpański kolarz torowy oraz szosowy, wicemistrz olimpijski na torze.

## Kariera sportowa
Dwukrotnie występował w igrzyskach olimpijskich - w 2000 roku, w Sydney nie osiągnął sukcesów, natomiast osiem lat później w Pekinie zdobył srebrny medal w madisonie, występując w parze z Joanem Llanerasem i był szósty w indywidualnym wyścigu na dochodzenie.
Dwukrotnie ukończył Tour de France (2000, 2001) i czterokrotnie Vuelta a España (1999, 2001, 2002, 2003).

## Osiągnięcia
- 1999
  - wygrany etap w wyścigu Vuelta a Murcia
- 2001
  - wicemistrz Hiszpanii w jeździe indywidualnej na czas
- 2002
  - wicemistrz Hiszpanii w jeździe indywidualnej na czas
- 2003
  - wicemistrz Hiszpanii w jeździe indywidualnej na czas
- 2006
  -  mistrz Hiszpanii w jeździe indywidualnej na czas
  - wicemistrz kraju w wyścigu na dochodzenie na torze
- 2007 
  - trzy medale w torowych mistrzostwach Hiszpanii: srebro w wyścigu na dochodzenie, brąz w madisonie i drużynowym wyścigu na dochodzenie
- 2008
  - srebrny medal igrzysk olimpijskich w madisonie